# Нарим (село)
Нари́м (рос. Нарым) — село у складі Парабельського району Томської області, Росія. Адміністративний центр Наримського сільського поселення.
У період 1601-1925 років село мало статус міста.

## Населення
Населення — 947 осіб (2010; 1063 у 2002).
Національний склад (станом на 2002 рік):
- росіяни — 87 %